# آندریا فدی
آندریا فدی (ایتالیایی: Andrea Fedi؛ زادهٔ ۲۹ مهٔ ۱۹۹۱) دوچرخه‌سوار اهل ایتالیا است.

## باشگاهی
از باشگاه‌هایی که در آن رکاب زده‌است می‌توان به ویلیر تریستینا–سله ایتالیا اشاره کرد.